# Dwie korony
Dwie korony – polski film biograficzny z gatunku dokument fabularyzowany poświęcony działalności franciszkanina ojca Maksymiliana Marii Kolbego. Reżyserem filmu był Michał Kondrat, zaś jego polska premiera odbyła się 13 października 2017.

## Produkcja
Producentem filmu było Kondrat-Media Sp. z o.o., zaś jego koproducentami była Telewizja Polska, Narodowy Instytut Audiowizualny i Fundacja Filmowa im. Św. Maksymiliana Kolbe. Zdjęcia do filmu zrealizowano w Polsce, Japonii i Włoszech, a w części dokumentalnej udział wzięli zarówno przedstawiciele zakonu franciszkanów, jak i świadkowie życia ojca Maksymiliana Kolbe, w tym osadzony wraz z nim w KL Auschwitz-Birkenau Kazimierz Piechowski. Film miał swoją premierę 22 maja 2017 podczas targów towarzyszących 70. Międzynarodowemu Festiwalowi Filmowemu w Cannes i następnie prezentowany był w kinach hiszpańskich i amerykańskich. 26 września miała miejsce premiera filmu w Watykanie, zaś 10 października tego samego roku odbył się pokaz filmu w Multikinie Złote Tarasy w Warszawie, w którym uczestniczyli między innymi szef gabinetu prezydenta RP Krzysztof Szczerski, minister edukacji narodowej Anna Zalewska, wiceminister kultury i dziedzictwa narodowego Jarosław Sellin. W trakcie pokazu odczytano list Prezydenta RP Andrzeja Dudy skierowany do uczestników jego warszawskiej premiery. Kinowa premiera filmu miała miejsce 13 października 2017.  

## Obsada
- Adam Woronowicz jako ojciec Maksymilian Maria Kolbe
- Mateusz Pawłowski jako ojciec Maksymilian Maria Kolbe (w dzieciństwie)
- Cezary Pazura jako brat Zeno
- Maciej Musiał jako młody franciszkanin
- Antoni Pawlicki jako oficer Gestapo
- Paweł Deląg jako ks. Włodzimierz Jakowski
- Artur Barciś jako ksiądz kanclerz
- Dominika Figurska jako matka Maksymiliana
- Sławomir Orzechowski jako ojciec gwardian
- Marcin Kwaśny jako lekarz
- Tadeusz Chudecki jako biskup